# Filip Franić
Filip Franić  (1856. – 1937.), bio je hrvatska vojna osoba. Nosio je čin generala. Rodom je iz Smiljana.